# Indiana Hoosiers

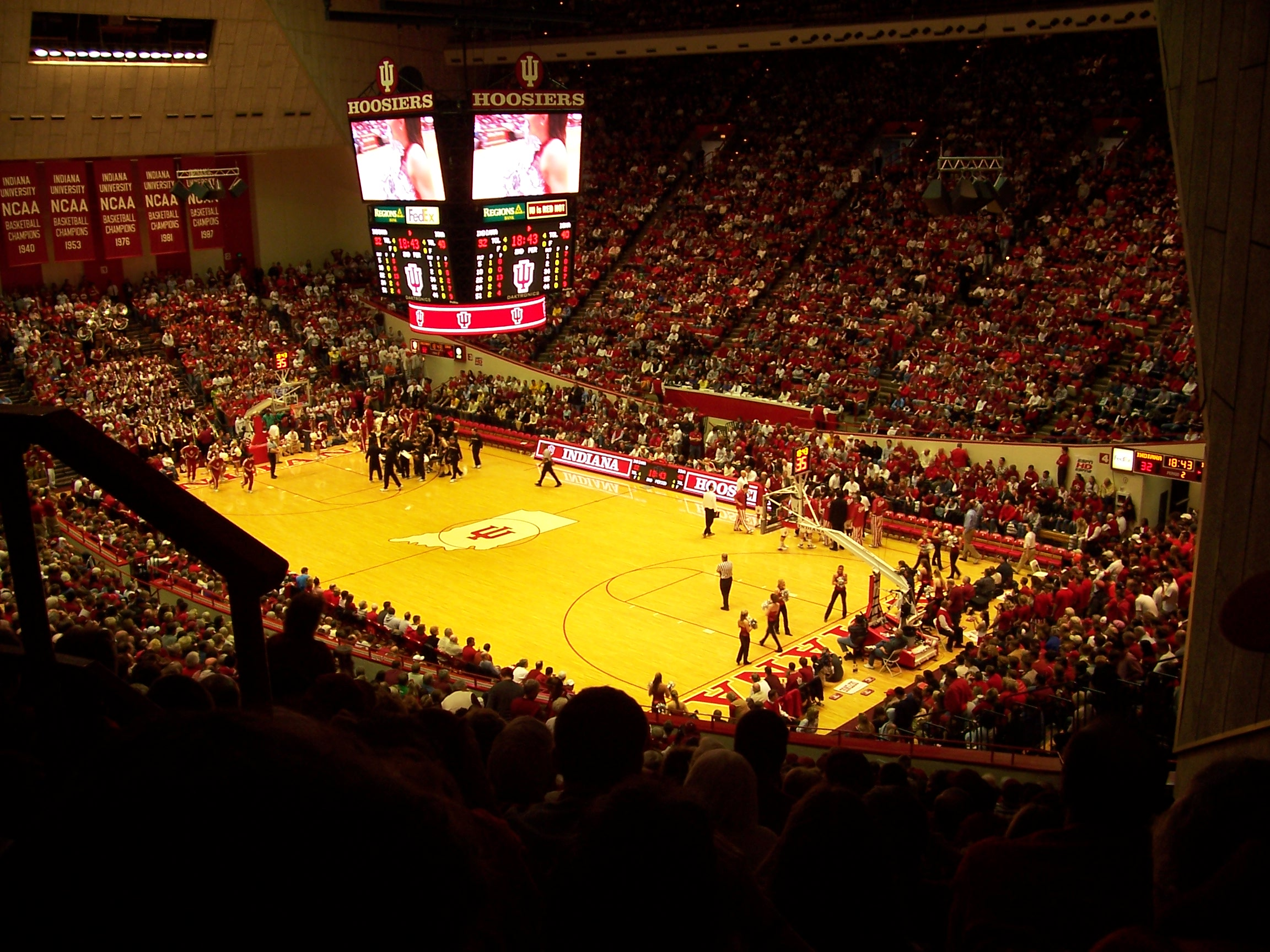
Simon Skjodt Assembly Hall.

Este artículo trata sobre el equipo deportivo universitario. Para la película de 1986, véase Hoosiers.
Indiana Hoosiers es el nombre de los equipos deportivos de la Universidad de Indiana Bloomington. Participan en las competiciones universitarias organizadas por la NCAA, y forman parte de la Big Ten Conference.
Cabe mencionar que en sí el término hoosier (pronunciado /ˈhuːʒər/) es un apodo empleado en general como gentilicio en inglés referente a la gente y cultura del estado estadounidense de Indiana.

## Deportes
En total, Indiana ha ganado 25 títulos nacionales entre masculino y femenino. Los atletas-estudiantes de esta universidad han ganado 141 títulos de la NCAA.

### Baloncesto
Existe una gran tradición en cuanto al baloncesto de la Universidad de Indiana, en parte porque es el único equipo que no recoge los nombres de los jugadores detrás de las camisetas de los mismos. Sus cinco títulos de NCAA le avalan (1940, 1953, 1976, 1981 y 1987), además de por haber formado a jugadores como Isiah Thomas y Kent Benson (en la foto), y de haber sido entrenados durante mucho tiempo por el mítico técnico Bobby Knight, el cual ganó los últimos 3 Campeonatos.
Ha dado un gran número de jugadores que han pasado por la NBA y disputan sus partidos en el Simon Skjodt Assembly Hall.

#### Líderes estadísticos
| Récord                 | Jugador         | Total | Años      | Ref.  |
| ---------------------- | --------------- | ----- | --------- | ----- |
| Más puntos             | Calbert Cheaney | 2.613 | 1989–1993 | [ 2 ] |
| Más puntos por partido | George McGinnis | 29,9  | 1970–1971 | [ 2 ] |
| Más rebotes            | Alan Henderson  | 1.091 | 1991–1995 | [ 2 ] |
| Más asistencias        | Yogi Ferrell    | 633   | 2012–2016 | [ 2 ] |

### Fútbol
Los Hoosiers, además, poseen también 8 títulos nacionales en fútbol. Siendo la segunda universidad con más títulos en esta disciplina, por detrás de St. Louis (10).

## Palmarés

### Por equipos (26)

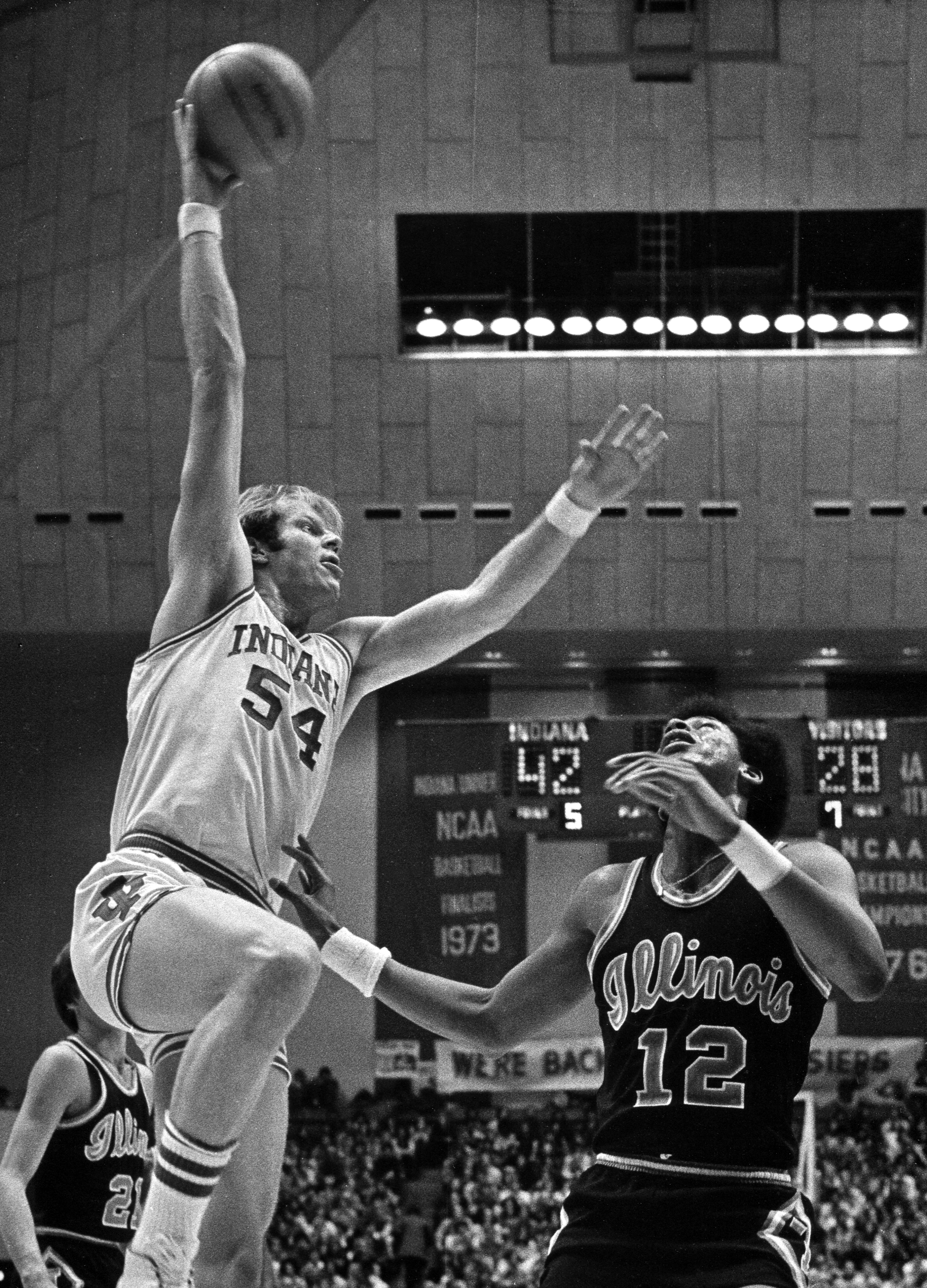
Kent Benson con la camiseta de Indiana.

- Fútbol (masculino) (8) : 1982, 1983, 1988, 1998, 1999, 2003, 2004, 2012
- Natación (masculino) (6) : 1968, 1969, 1970, 1971, 1972, 1973
- Baloncesto (masculino) (5) : 1940, 1953, 1976, 1981, 1987
- Campo a través (masculino) (3) : 1938, 1940, 1942
- Atletismo (masculino) (1) : 1932
- Tenis (femenino) (1) : 1982
- Baloncesto (femenino) (1) : 2018
- Lucha (masculino) (1) : 1932 *

*No oficial

### Individual (141)
- Natación (masculino) (80)
- Atletismo (masculino) (22)
- Lucha (masculino) (11)
- Atletismo Indoor (masculino) (13)
- Natación (femenino) (4)
- Campo a través (masculino) (3)
- Campo a través (femenino) (3)
- Atletismo (femenino) (2)
- Atletismo Indoor (femenino) (2)
- Gimnasia (masculino) (1)